# 1 ق هـ
1 ق هـ هي السنة الأولى ماقبل الهجرة النبوية، وهي توافق ما بين سنتي 620 و621 حسب التقويم الميلادي، أي أنها بدأت في سنة 620م وانتهت في سنة 621م.

## أحداث
- حادثة الإسراء والمعراج وفرض الصلوات الخمس.[4]
- بيعة العقبة الثانية

## مواليد
عقبة بن نافع